# Choreologie
Choreologie ist eine Methode der Tanznotation (engl. Benesh Movement Notation), bei der Tanzbewegungen in einem System von Notenlinien aufgezeichnet werden.
Diese Tanznotation wurde von dem tschechischen Maler und Musiker Rudolf Benesh und seiner Frau Joan Benesh Ende der 1940er Jahre in England entwickelt und 1955 patentiert. Da damals der Begriff „Choreographie“ (auch) die „graphische Darstellung von Tanzbewegungen und -haltungen“ bezeichnete, wählte Benesh für sein Patent stattdessen „Choreologie“.
Die Notation basiert auf dem aus der Musik bekannten System aus Notenlinien und Taktstrichen. Die Linien entsprechen von oben nach unten dem Kopf, den Schultern, der Hüfte, den Knien und den Füßen des Tänzers, in die mittels abstrakter Symbole die Dimensionen und die Qualität der Tanzbewegungen eingezeichnet werden. Das Notationssystem bietet den Vorteil, dass es mit einer musikalischen Partitur kombiniert werden kann, um die Synchronisierung von Musik und Tanz zu verdeutlichen.
Die Choreologie wird vom Benesh Institute gepflegt, das 1997 mit der Royal Academy of Dance verschmolz.
Mit der Choreologie konnten Ballette erstmals schriftlich fixiert werden. Sie ist eine der verbreitetsten Methoden der Tanznotation und wird heute in der Physiotherapie, der Choreografie und als Lehrmittel der Royal Academy of Dance eingesetzt.

## Zitat
[Choreology is] the aesthetic and scientific study of all forms of human movement by movement notation. – Rudolf Benesh, Definition der Choreologie bei der Patentierung 1955.
deutsch: „[Choreologie ist] das ästhetische und wissenschaftliche Studium aller Formen der menschlichen Bewegungen durch die Bewegungsnotation.“